# Kirstin Simon snickares
Kirstin Simon snickares, levde 1590, var en svensk kvinna som åtalades för häxeri. Hennes mål tillhör de åtta större trolldomsmål som finns dokumenterade inom Jönköpings läns jurisdiktion.
Den 23 maj 1590 i Jönköping anklagade pigan Ragnil på Skogen snickarhustrun Kirstin Simon snickares för att ha begått äktenskapsbrott med en djäkne, som var bosatt hos Kirstin. Ragnil uppgav att Kirstin hade bett henne om medel att förgifta sin make Simon snickare med, och att hon hade brukat trolldom och kockleri.
Kirstin uppgav att Ragnil hade använt sig av kockleri och trolldom och "lagt förgörning" i hennes säng ovanför huvudet. Både Kirstin och Ragnil genomgick vattenprovet utfört av mäster Håkan 25 maj. Detta var den första gången vattenprovet dokumenterats i Sverige. Båda två misslyckades med provet, eftersom de flöt på vattnet. Efter provet uppgav Ragnil, att medan de flöt på vattnet hade Kirstin Simons erkänt för henne att hon var skyldig till de brott hon anklagat henne för.
Den 17 juli dömdes Kirstin och Ragnil i rådstugan för att ha brukat trolldom och signerier. De ska ha trollat folk sinnessjuka och åsamkat dem sår, och bland annat fått ormar att krypa genom rönnar om söndagsmornar, saker som drabbat personer de hade lovat ont, bland dem Ingebor Jöns Håkanssons, och även Kristina dotter i Larff med Ingebor Kloffua.
Kirstin Simon snickares dömdes även för att ha begått äktenskapsbrott med en djäkne, medan den ogifta Ragnil hade haft samlag med herr Bryngel i Tofteryd, Bryniel Gödstafsson, som var kyrkoherde i Tofteryd 1564–1582 och avlidit 1590, då han i Jönköpings rådhusrätts handlingar den 17 juli samma år nämndes; ”han skola låtit sitt liv för en trollpackas skull”.
Likt många andra fall är hennes dåligt dokumenterad. Hon nämns i samband med det senare mer berömda fallet om Elin i Horsnäs.